# 庫利亞夫卡河
庫利亞夫卡河（羅馬化：Kuliavka）是烏克蘭的河流，位於該國西部赫梅利尼茨基州，屬於斯莫特里奇河的左支流，發源自科索希爾卡附近，河道全長24公里，流域面積165平方公里。